# Vareo

Logo Vareo

Vareo (eigene Schreibweise vareo) ist eine Marke des Zweckverbands go.Rheinland im Schienenpersonennahverkehr. Sie wird für den Betrieb eines Eisenbahn-Liniennetzes in Nordrhein-Westfalen und Rheinland-Pfalz rund um Köln verwendet, das auch als Kölner Dieselnetz bezeichnet wird. Die befahrenen Strecken sind überwiegend nicht elektrifiziert. Vareo steht für Voreifel, Ahrtal, Rhein, Eifel, Oberbergisches Land/Oberes Volmetal. Aktueller Betreiber ist DB Regio mit seinem Geschäftsbereich Region NRW.

## Geschichte

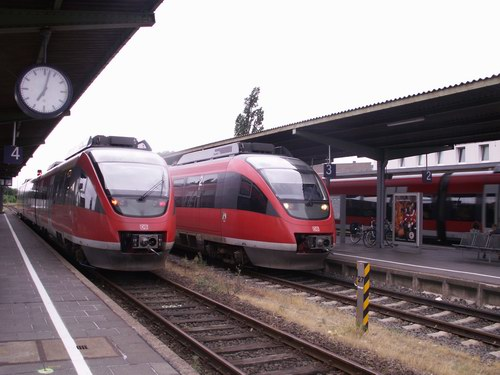
Bahnhof Euskirchen, Züge der Baureihe 644 (2006)

Das Vareo-Netz existiert unter dem heutigen Namen seit Dezember 2013. Zu diesem Zeitpunkt trat der neue, nach europaweiter Ausschreibung vom Zweckverband Nahverkehr Rheinland (RNR) als SPNV-Aufgabenträger an DB Regio vergebene Verkehrsvertrag in Kraft. An der Vergabe beteiligt war auch der Zweckverband Schienenpersonennahverkehr Rheinland-Pfalz Nord, da ein Teil der bedienten Strecken in Rheinland-Pfalz liegt. Zuvor waren die Leistungen im Schienenpersonennahverkehr (SPNV) erstmals 1999 ausgeschrieben worden, damals unter der Bezeichnung „Kölner Dieselnetz“. Diese Vergabe hat sich ebenfalls DB Regio sichern können, nachdem die Leistungen zuvor im Zuge der Regionalisierung des SPNV 1999 zunächst direkt an die Deutsche Bahn vergeben worden waren.
Im Wesentlichen umfasst das Vareo-Netz die SPNV-Leistungen auf denjenigen Bahnstrecken um Köln, die nicht elektrifiziert sind. Folgende Strecken werden weitgehend oder ausschließlich mit Leistungen des Vareo-Netzes befahren:
- Eifelbahn (Köln–Euskirchen–Gerolstein–Trier)
- Oberbergische Bahn (Köln–Gummersbach–Lüdenscheid)
- Voreifelbahn (Bonn–Euskirchen)
- Erfttalbahn (Euskirchen–Bad Münstereifel)
- Ahrtalbahn (Remagen–Ahrbrück)

Hinzu kommen Leistungen zwischen Bonn und Remagen auf der Linken Rheinstrecke.

## Liniennetz
Alle sieben Linien werden von der DB Regio NRW betrieben. Unter dem Namen Vareo verkehren folgende Linien:
| Linie       | Streckenverlauf | Takt                                                      |
| ----------- | --- | --------------------------------------------------------- |
| S 23        | Voreifelbahn Bonn – Alfter – Meckenheim – Rheinbach – Euskirchen – Bad Münstereifel                                          | 30 Minuten 60 Minuten (Euskirchen–Bad Münstereifel)       |
| RE 12       | Eifel-Mosel-Express Köln – Euskirchen – Jünkerath – Gerolstein – Trier                                                       | (2 mal am Tag, am Wochenende 3 mal)                       |
| RE 22       | Eifel-Express Köln – Erftstadt – Euskirchen – Mechernich – Kall – Jünkerath – Gerolstein (– RB 22, ehemals RB 83 nach Trier) | 60 Minuten                                                |
| RB 24       | Eifelbahn Köln – Hürth-Kalscheuren – Erftstadt – Weilerswist – Euskirchen – Mechernich – Kall (HVZ bis Gerolstein, Trier)    | 60 Minuten                                                |
| RB 25       | Oberbergische Bahn Köln – Rösrath – Overath – Engelskirchen – Gummersbach – Meinerzhagen – Lüdenscheid                       | 030 Minuten (Köln–Overath) 060 Minuten (Köln–Lüdenscheid) |
| RB 30 RB 39 | Ahrtalbahn Bonn – Remagen – Ahrbrück                                                                                         | 060 Minuten (Bonn–Ahrbrück) 030 Minuten (Remagen–Dernau)  |

## Fahrzeuge
2011 bestellte die Deutsche Bahn 56 Dieseltriebzüge vom Hersteller Alstom. Dabei handelt es sich um 18 Einheiten vom Typ LINT 54 und 38 Einheiten vom Typ LINT 81. Aufgrund von Verzögerungen bei der Zulassung konnten die Züge nicht wie geplant zum Fahrplanwechsel im Dezember 2013 eingesetzt werden. Der Einsatz begann im Verlauf des Jahres 2014, die letzten Fahrzeuge wurden erst im April 2015 in Betrieb genommen.
Im Februar 2015 bestellte DB Regio zwei weitere LINT-81-Triebzüge, die im Dezember 2015 angenommen wurden. Um die Fahrzeugkapazität zu erhöhen, wurden 2016 neun LINT-54-Triebzüge um einen Mittelwagen erweitert und sind damit nahezu baugleich mit dem LINT 81.
| Baureihe      | Bild | Einsatzbeginn | Anzahl       | Bemerkungen           |
| ------------- | ---- | ------------- | ------------ | --------------------- |
| 620 (LINT 81) |      | ab 2014       | 38 (001–038) |                       |
| 620 (LINT 81) |      | 2015          | 02 (039–040) |                       |
| 620 (LINT 81) |      | 2014          | 09 (041–049) | vor Umbau 622 010–018 |
| 622 (LINT 54) |      | ab 2014       | 09 (001–009) |                       |

## Zukunft
Die Linien RB 24 und RB 25 sollen nach Ende des Verkehrsvertrags durch eine neue S-Bahnlinie S 15 zwischen Overath und Kall ersetzt werden. Zudem soll die Voreifelbahn elektrifiziert werden. Wegen des S-Bahn-Verkehrs sollten ursprünglich dann auf den Linien RE 12 und RE 22 die Halte in Weilerswist und Mechernich entfallen. Aufgrund der hohen Fahrgastzahlen wurden diese Pläne jedoch verworfen.

## Zwischenfälle
- Am frühen Morgen des 1. Juni 2018 entgleiste ein Zug der Baureihe 620 als RE12 nach Trier am südlichen Ende des eingleisigen Wilsecker Tunnels aufgrund von Gewitter und Schlammlawinen. Der Zug wurde abgeschleppt und ins Bahnbetriebswerk Deutzerfeld nach Köln gebracht. Niemand wurde verletzt.

## Bildergalerie

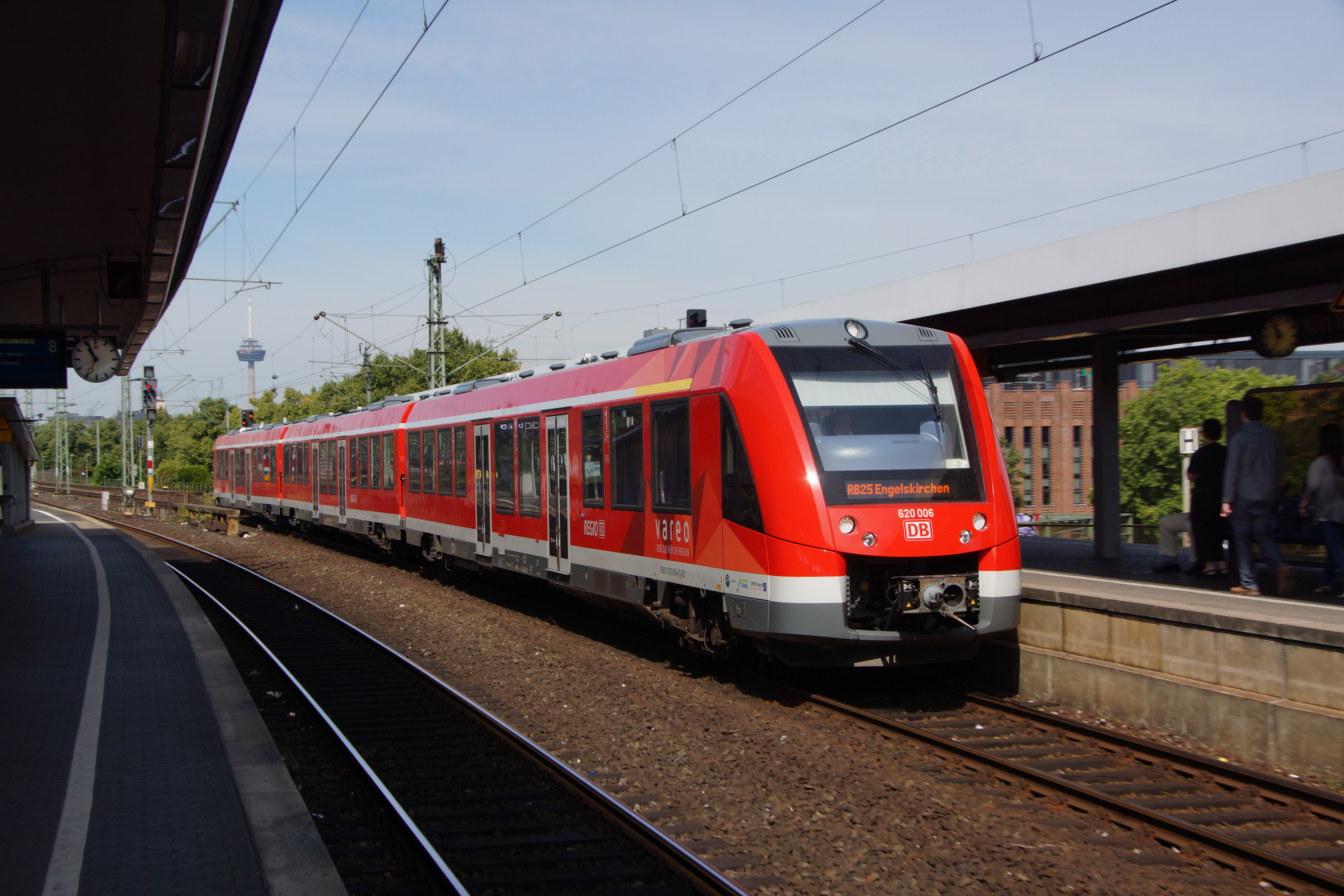
Die Oberbergische Bahn im Bahnhof Köln Messe/Deutz
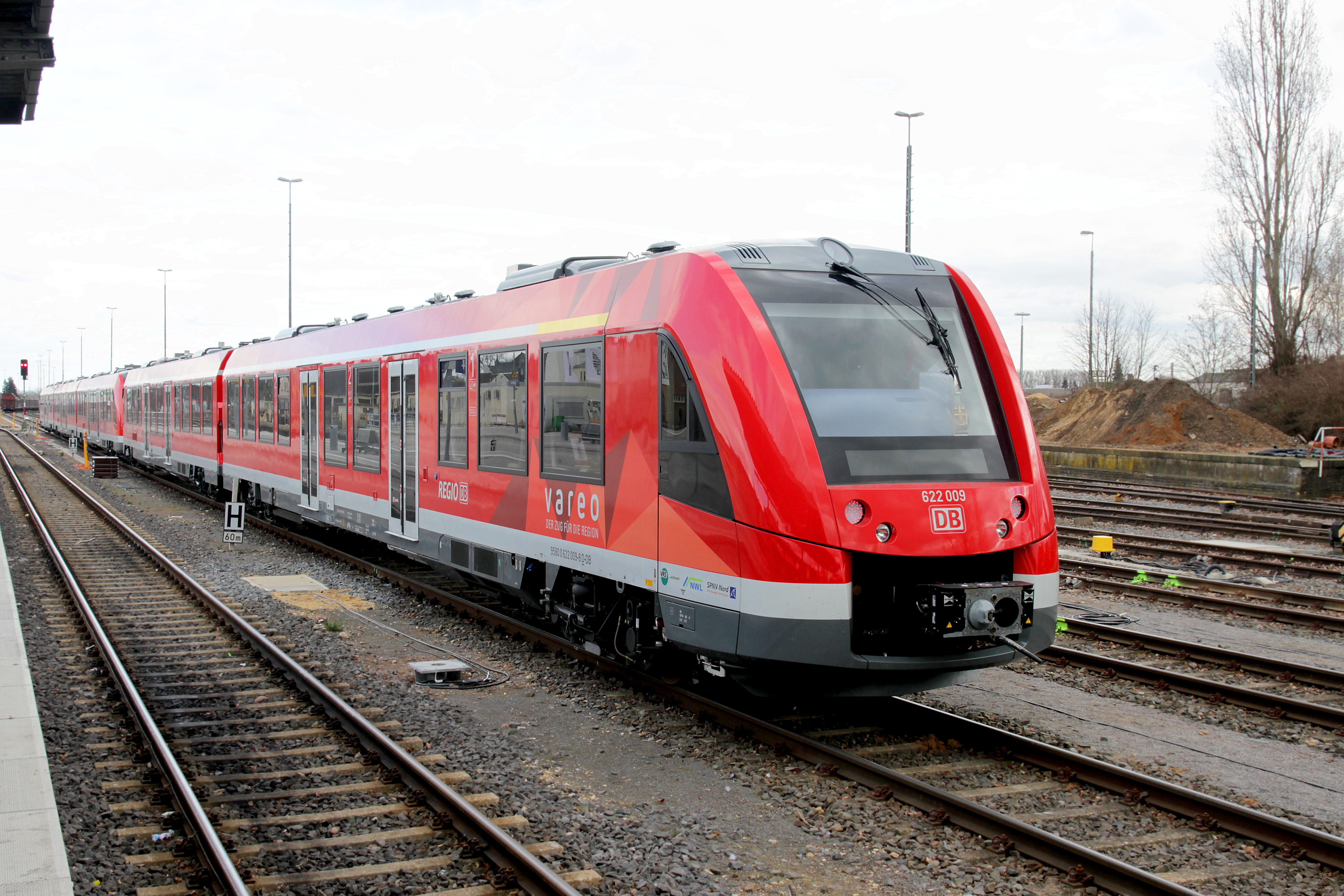
LINT 54, der seit Mai 2014 auf der Voreifelbahn zum Einsatz kommt
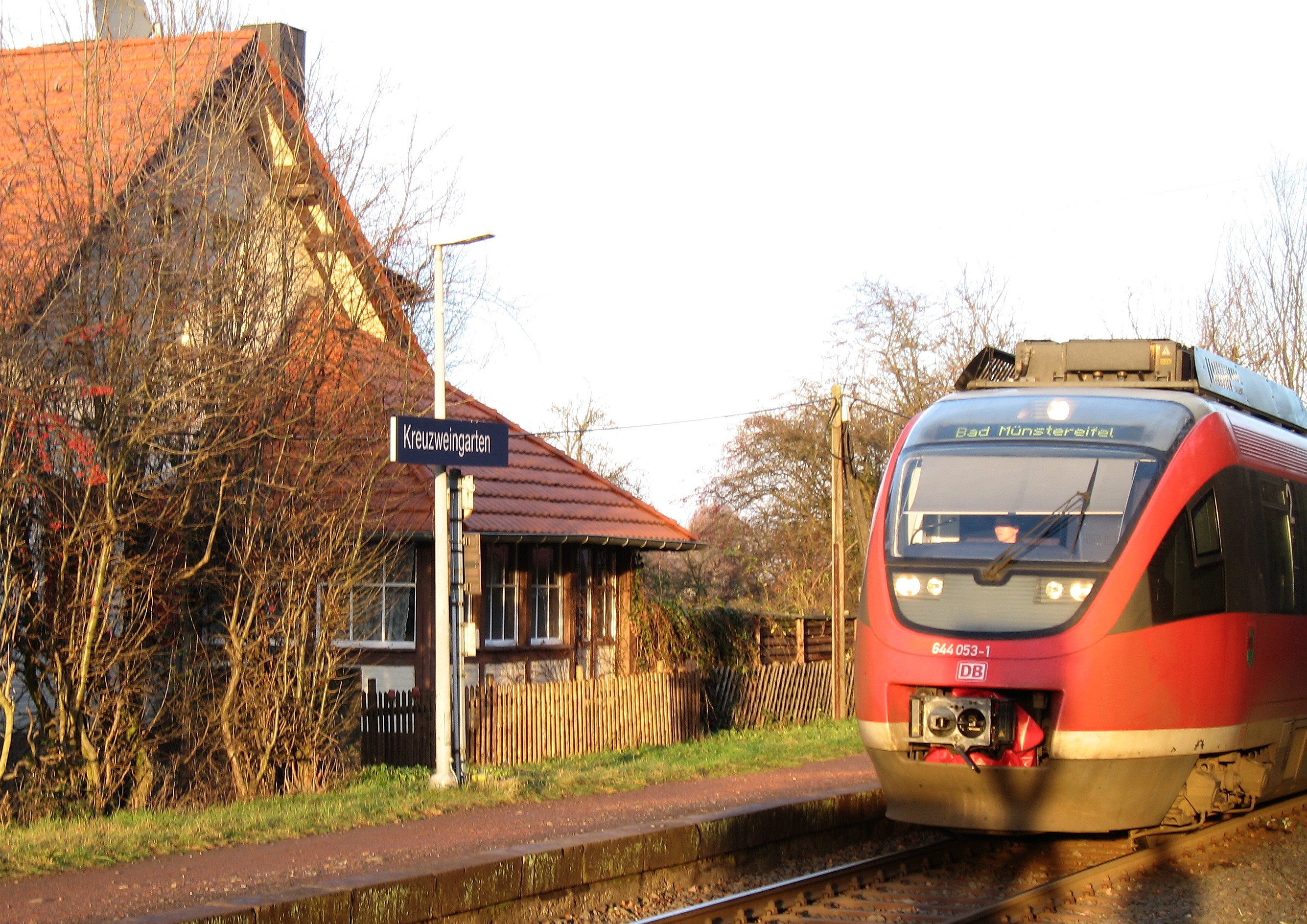
Haltepunkt Euskirchen-Kreuzweingarten
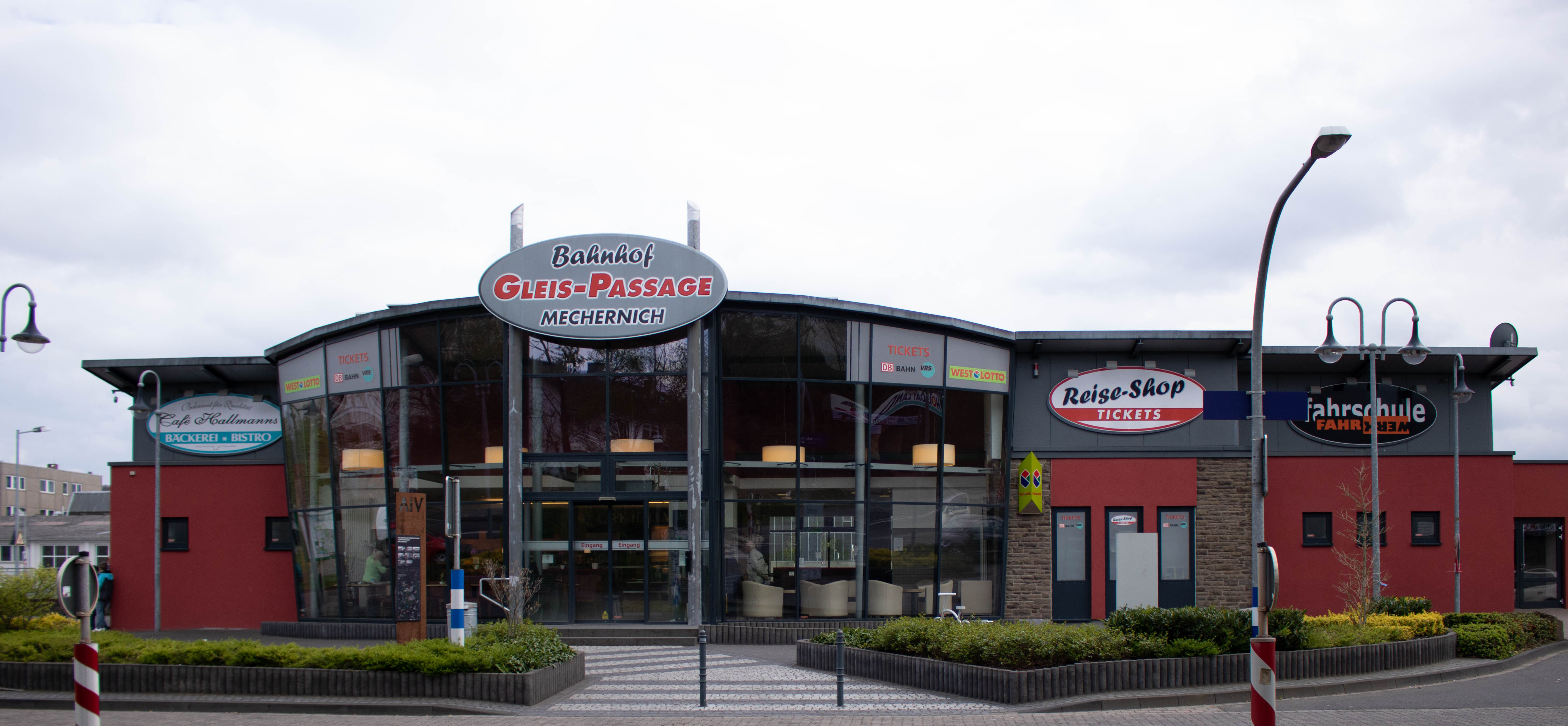
Bahnhof Mechernich (2017)
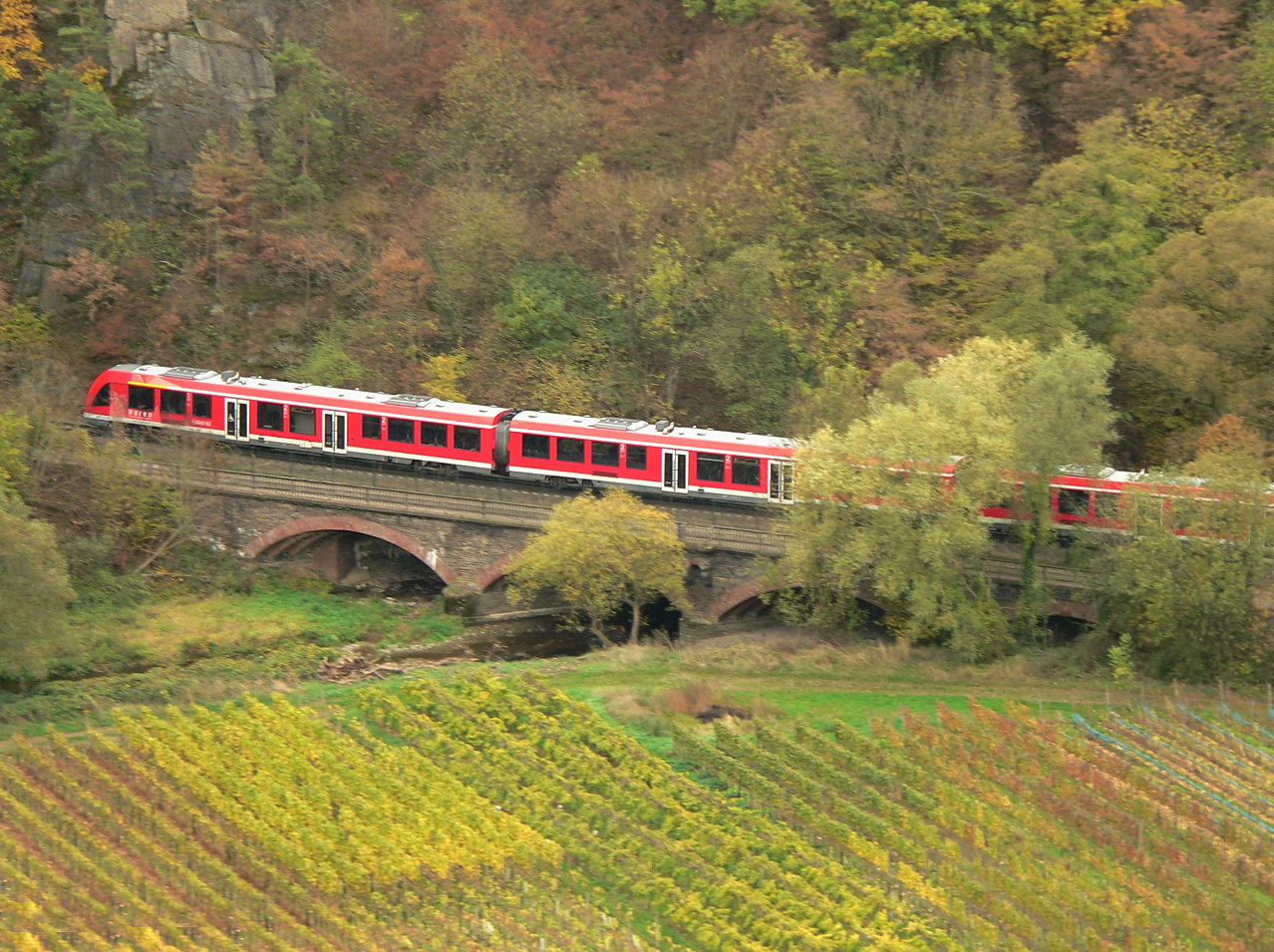
Querung der Ahr bei Marienthal
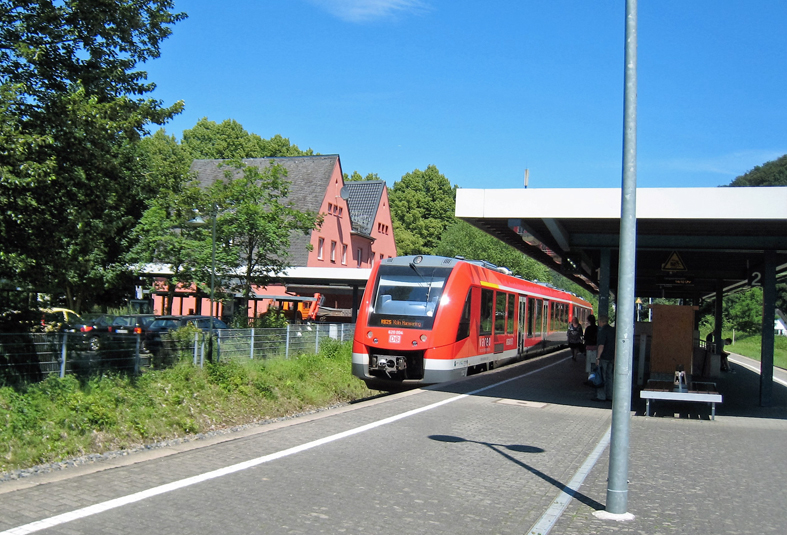
Der Bahnhof Hoffnungsthal, links im Hintergrund das ehemalige Empfangsgebäude (2016)
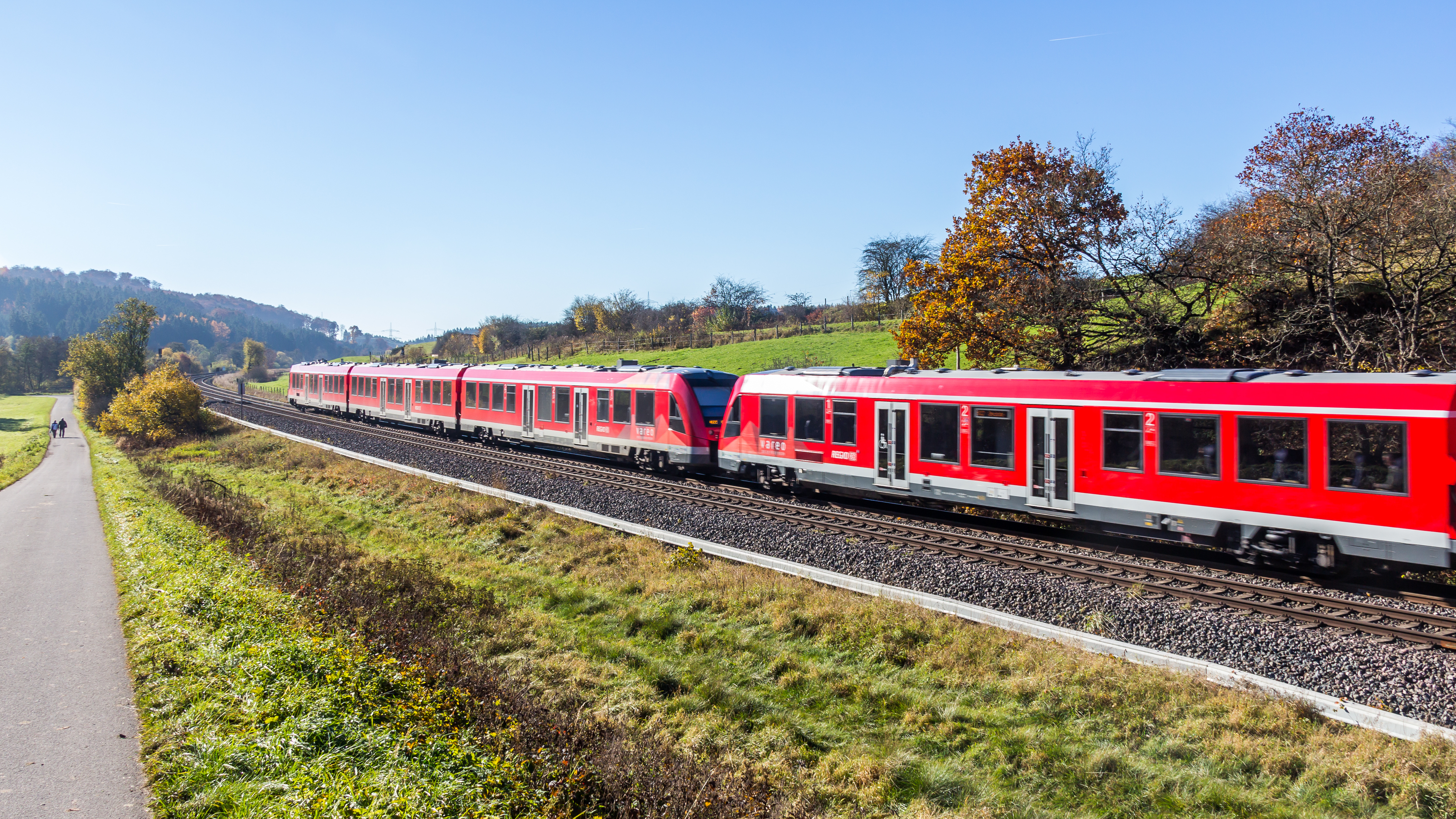
Regionalzug vareo auf der Eifelstrecke, südlich von Nettersheim (2015)